# Skeptrostachys congestiflora
Skeptrostachys congestiflora är en orkidéart som först beskrevs av Célestin Alfred Cogniaux, och fick sitt nu gällande namn av Leslie Andrew Garay. Skeptrostachys congestiflora ingår i släktet Skeptrostachys och familjen orkidéer. Inga underarter finns listade i Catalogue of Life.